# كريستيان ميلا
كريستيان ميلا (بالإسبانية: Cristian Milla)‏ هو لاعب كرة قدم أرجنتيني في مركز الهجوم، ولد في 9 يونيو 1984 في بوينس آيرس في الأرجنتين. لعب مع أرسنال ساراندي وتشاكاريتا جيونيورز وديفنسا خوستيكا ونادي ألماجرو ونادي أونيفرسيداد دي تشيلي وهواتشيباتو وهوراكان.

## وصلات خارجية
- كريستيان ميلا على موقع قاعدة بيانات كرة القدم.إي يو (الإنجليزية)
- كريستيان ميلا على موقع Soccerway.com (الإنجليزية)